# 大石久和
大石 久和（おおいし ひさかず、1945年（昭和20年）4月2日 - ）は、日本の建設官僚。元国土交通省技監。道の駅制度の創設に尽力した。

## 略歴
- 1970年（昭和45年）
  - 京都大学大学院工学研究科土木工学専攻修士課程修了
  - 建設省入省
- 1983年（昭和58年）4月：近畿地方建設局奈良国道工事事務所長
- 1986年（昭和61年）4月：中部地方建設局沼津工事事務所長
- 1988年（昭和63年）1月：中部地方建設局企画部企画調査官
- 建設省道路局企画課道路防災対策室長
- 1993年（平成5年）4月：国土庁計画･調整局総合交通課長
- 1995年（平成7年）6月：建設省道路局道路環境課長
- 1996年（平成8年）7月：建設大臣官房技術審議官
- 1999年（平成11年）7月：建設省道路局長
- 2001年（平成13年）1月：国土交通省道路局長
- 2002年（平成14年）7月：国土交通省技監
- 2004年（平成16年）
  - 7月1日：退官
  - 7月30日：財団法人国土技術研究センター理事長
  - 早稲田大学大学院公共経営研究科客員教授
- 2005年（平成17年）：東京大学大学院情報学環特任教授
- 2007年（平成19年）6月：社団法人国際建設技術協会理事
- 2008年（平成20年）：京都大学大学院経営管理研究部 (MBA)客員教授
- 2008年（平成25年）：一般財団法人 国土技術研究センター国土政策研究所長（兼務）
- 2015年（平成27年）4月：瑞宝重光章受章
- 2016年（平成28年）6月：一般社団法人 全日本建設技術協会会長 [2]
- 2017年（平成29年）6月：公益社団法人 土木学会会長（1年間兼務）[2] [3]

## 受賞
- 社団法人全日本建設技術協会から平成17年度谷口賞を受賞。

## 著書
- 『国土学事始め』毎日新聞社（現・毎日新聞出版）、2006年3月
- 『国土学再考 「公」と新・日本人論』毎日新聞社、2009年2月 ISBN 978-4620319032
- 『日本人はなぜ大災害を受け止めることができるのか―グローバル時代を生きるための新・日本人論』海竜社、2011年10月 ISBN 978-4759312010
- 『国土と日本人 - 災害大国の生き方』中央公論新社「中公新書」、2012年2月 ISBN 978-4121021519
- 『国土が日本人の謎を解く』産経新聞出版、2015年6月。新版・産経セレクト、2022年1月。ISBN 978-4819114080
- 『「危機感のない日本」の危機』海竜社、2017年9月。ISBN 978-4759315516
- 『「国土学」が解き明かす日本の再興　紛争死史観と災害死史観の視点から』海竜社、2021年2月／経営科学出版、2022年3月。ISBN 978-4905319696

### 共著
- 藤井聡 『国土学―国民国家の現象学　叢書 新文明学4』北樹出版、2016年4月。ISBN 978-4779305009
- 藤井聡 共編『歴史の謎はインフラで解ける 教養としての土木学』産経新聞出版、2018年5月。ISBN 978-4819113380
- 藤井聡『日本人は国土でできている』産経セレクト、2024年8月。ISBN 978-4819114387

## その他役職
- 社団法人建設コンサルタンツ協会理事
- 財団法人先端建設技術センター理事
- 財団法人河川環境管理財団評議員